# Tanzmariechen

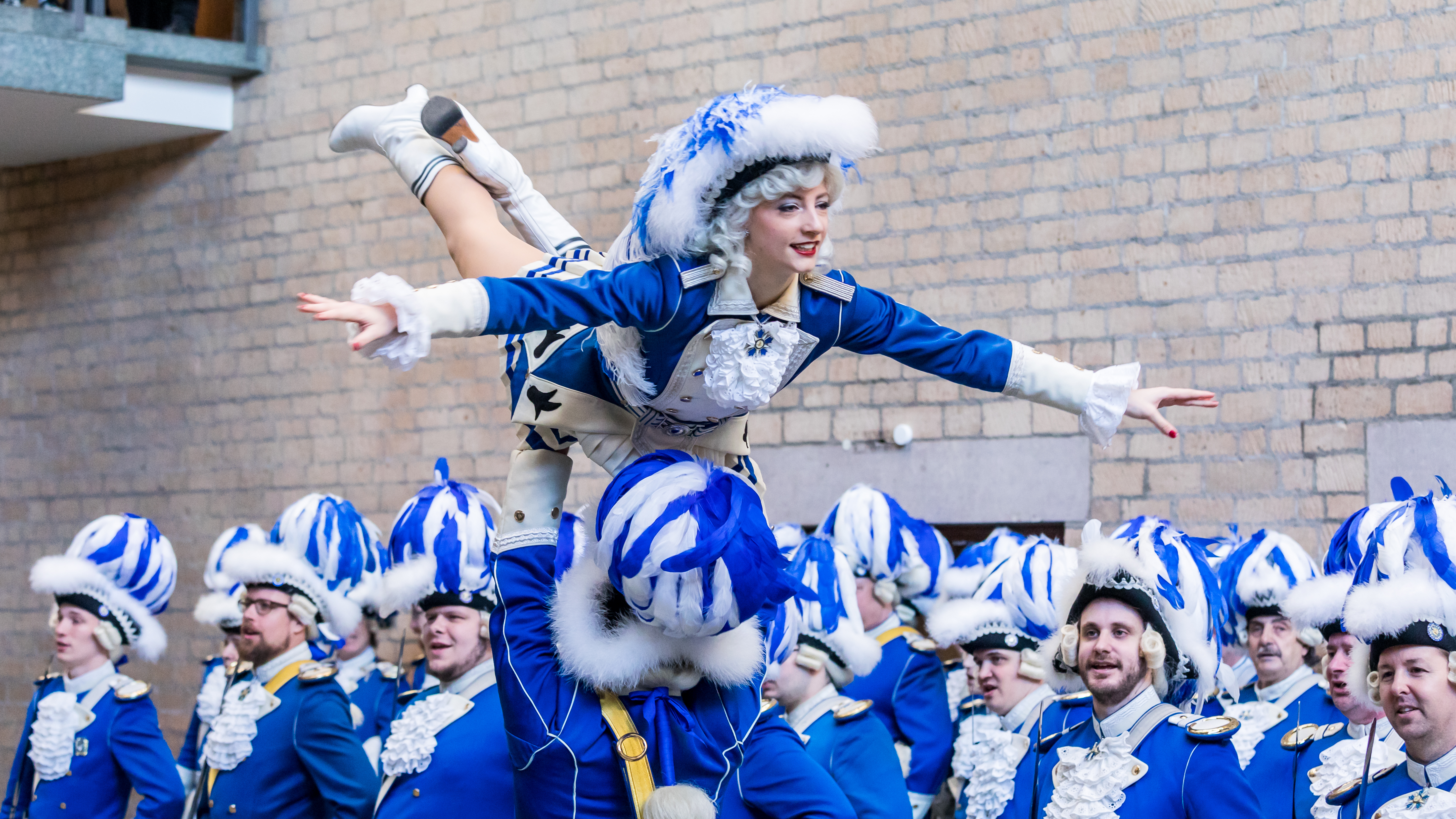
Tanzmariechen der Blauen Funken, Köln

Das Tanzmariechen ist eine auf die früheren Marketenderinnen zurückgehende traditionelle Figur im Karneval und kam zunächst nur im Rheinland vor. Als gleichbedeutende Bezeichnungen werden auch Funke(n)mariechen und Regimentstochter benutzt (z. B. bei Prinzen-Garde oder Ehrengarde im Kölner Karneval). Die Tänzerinnen üben in Karnevals- oder speziellen Gardetanzvereinen.

## Geschichte
Die Vorstellung, dass weibliche Tänzerinnen erst seit der Zeit des Nationalsozialismus auftraten, ist jedoch historisch nicht korrekt. Die Entwicklung der Tanzmariechenrolle im Kölner Karneval beginnt vermutlich bereits 1890 als der Tanzlehrer Friedrich Gosewich seine Tochter einige Schritte vor den Funken tanzen ließ. In der Folgezeit wurde die Rolle des Tanzmariechens von Männern in einer persiflierenden Weise dargestellt. Erst Jahr 1924 trat mit Kläre Weiglein die erste Frau als offizielles Tanzmariechen der EhrenGarde als sogenannte Regimentstochter im Karneval auf. Während des Nationalsozialismus wurde die Besetzung der Tanzmariechen-Rolle durch Männer, verbunden mit dem damit assoziierten Transvestitismus, gesellschaftlich geächtet.
Tanzmariechen findet man heute in nahezu jedem Karnevals-, Faschings- und Fasnachtsverein in Deutschland, Österreich, Belgien und den Niederlanden. Sie treten einzeln, paarweise mit Tanzoffizieren oder zu mehreren in Tanzgarden auf, oft zu Marsch- oder Polkamusik, mittlerweile auch zu modernerer, an traditionelle Musik angelehnter Musik. Beim Solotanz werden Elemente aus dem Bodenturnen (Flickflack, Spagat) eingefügt.
Im karnevalistischen Tanzsport (Gardetanz) werden regionale, Landes- oder deutsche Meisterschaften von den Dachverbänden Bund Deutscher Karneval (BDK), Deutscher Verband für Garde- und Schautanzsport (DVG) und Rheinische Karnevals-Korporationen (RKK) der Tanzmariechen, Tanzpaare und Garden (und auch Showtänze) in den Altersgruppen Jugend, Junioren und Aktive (ehemals „Senioren“ genannt) ausgetragen.

## Kostüm

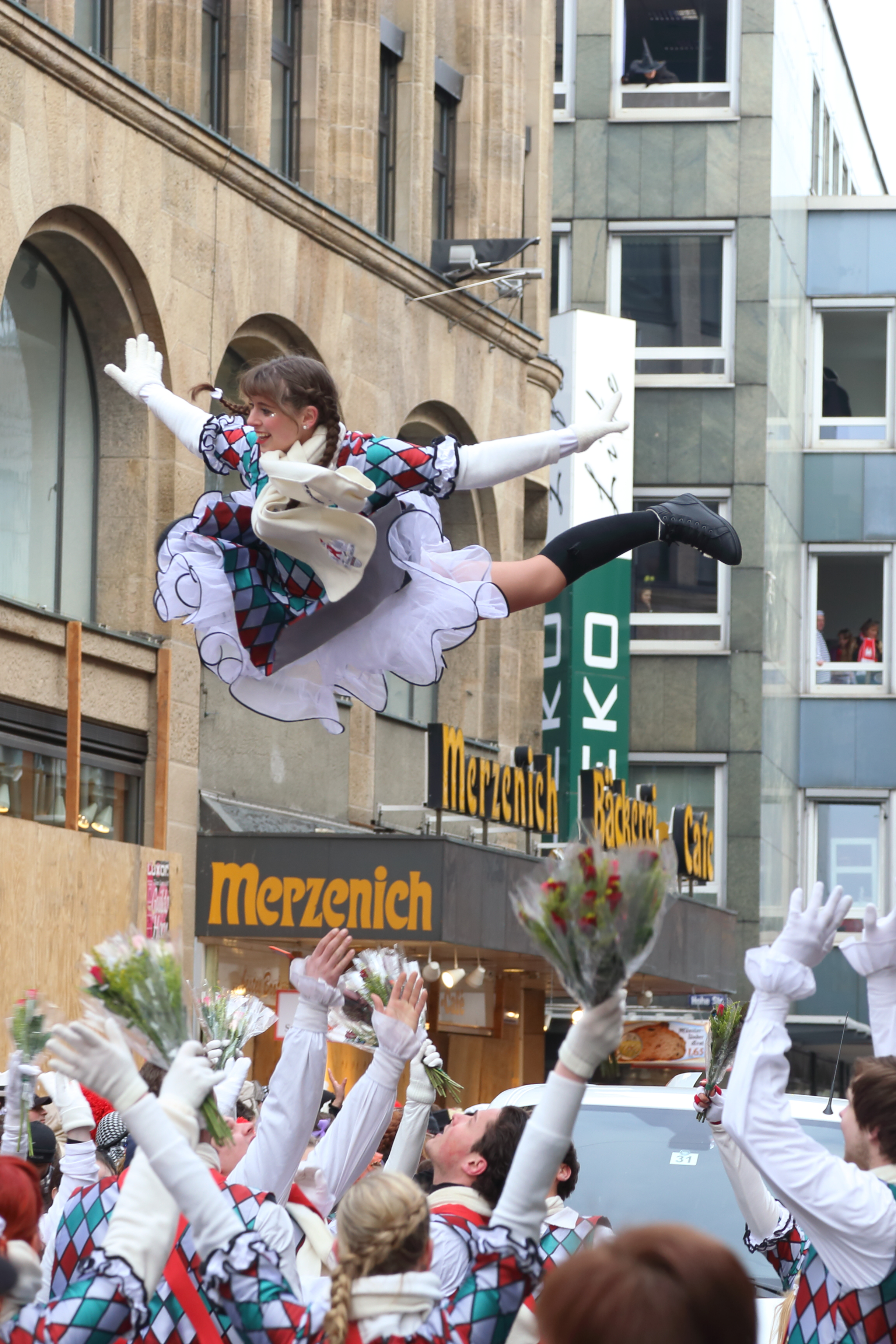
Tanzmariechen im Kölner Rosenmontagszug 2013

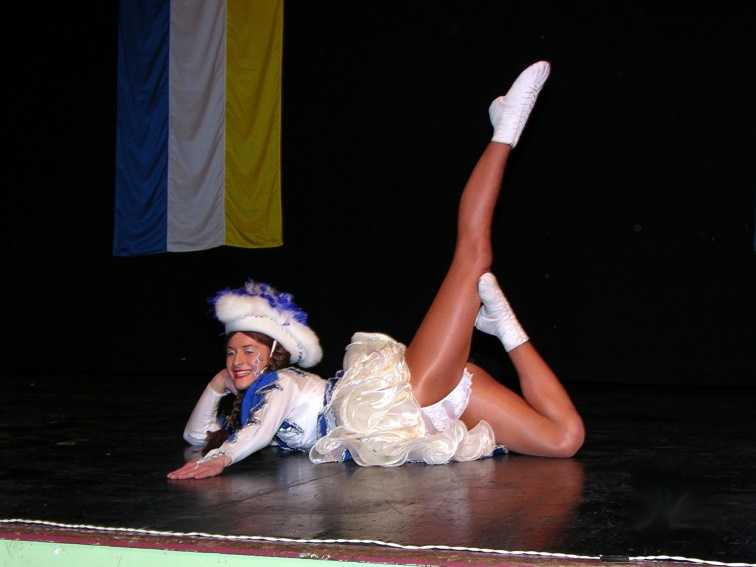
Tanzmariechen der KVG Grünberg 1927 e.V mit rüschenbesetztem Leotard

Die typische Kleidung ist oft an die Oberbekleidung von Uniformen aus dem 18. Jahrhundert angelehnt: Dreispitz, Perücke mit geflochtenen Zöpfen, Stiefel, Uniform mit Jacke und Hose. Ein kurzer, aber weiter, meist plissierter Minirock ersetzte später die Hose. Die Beine werden mit dicken Glanzstrumpfhosen im dunklen Hautton bedeckt. Deren Höschenteil ist unverstärkt und es wird ein separates, weißes mit Spitze oder mit Rüschen besetztes Höschen darüber getragen, kurz auch Spitzen- oder Rüschenhöschen genannt. Bei den ausgeklügeltesten Kostümen ist der Rock Teil eines Kleides, wodurch er nicht verrutschen kann. Zu diesem Zweck wird das Höschen durch einen Leotard ersetzt oder zusätzlich unter diesem getragen. Optional gibt es zusätzlich auch einen Petticoat in Weiß.

## Bekannte Tanzmariechen
- Gerdemie Basseng von den Kölner Altstädtern führte als Erste Hebefiguren in den Gardetanz ein.
- Liana Wolf von den Besenbindern aus Röttenbach wurde neunmal Deutsche Meisterin im karnevalistischen Tanzsport. Ihre Höchstpunktzahl (erreicht bei der DM 2018) beträgt 499 von 500 Punkten. Damit hat sie einen Rekord im karnevalistischen Tanzsport aufgestellt.[5]

## Thema im Tatort
In der Episode Restrisiko (1999) der Fernsehreihe Tatort mit Ballauf und Schenk ist das Mordopfer ein Tanzmariechen. Zudem gab es 2017 eine Episode mit dem Titel Tanzmariechen.